# اقتصاد جزر القمر

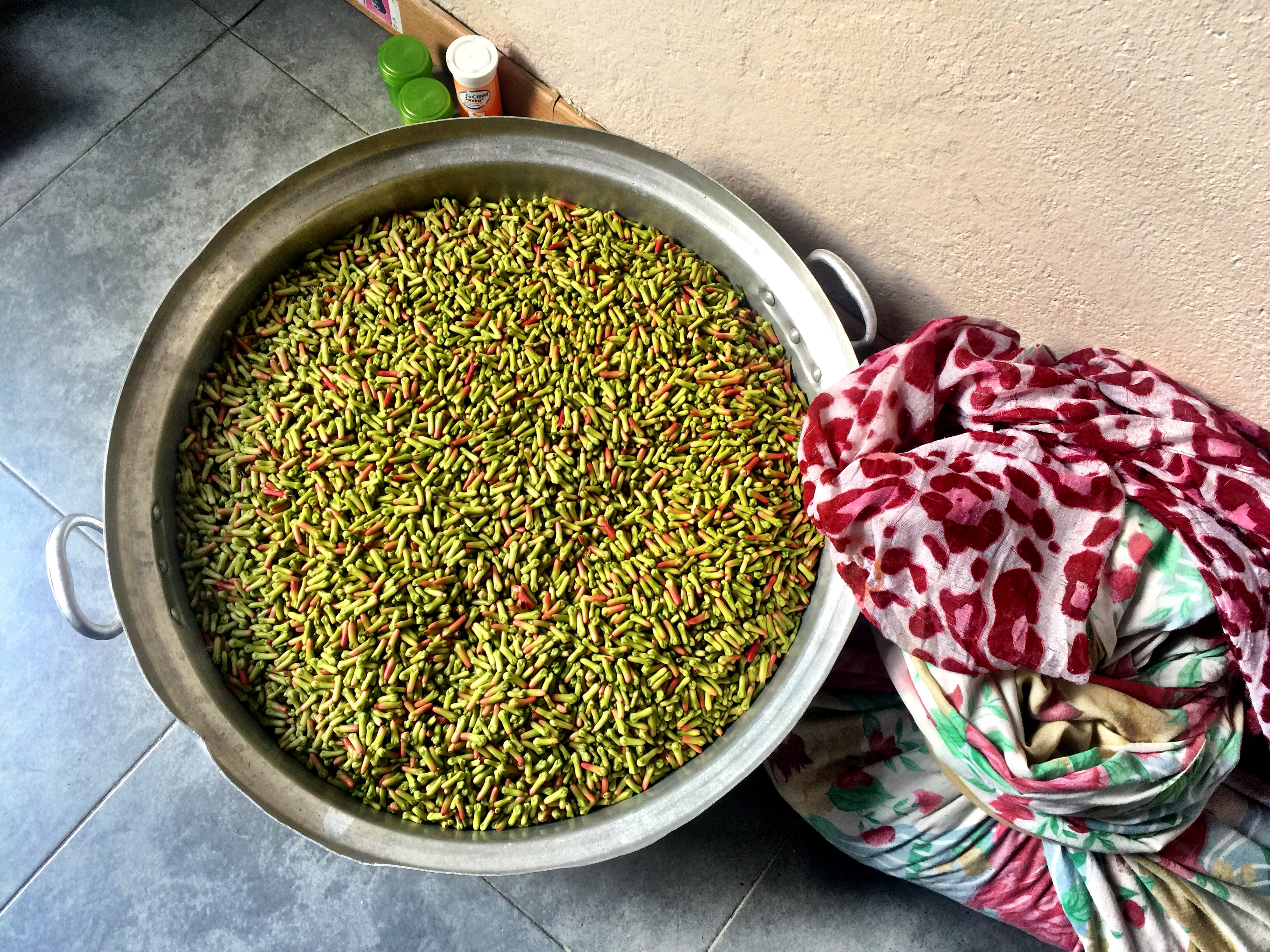
القرنفل جاهز للتجفيف

جزر القمر تتكون من ثلاث جزر ليس بها كفاية في وسائل النقل، ويتزايد عدد سكانها الشباب بسرعة، وبها القليل من الموارد الطبيعية. وقد ساهم المستوى التعليمي المنخفض للقوى العاملة في خلق حد الكفاف في النشاط الاقتصادي وارتفاع معدلات البطالة، والاعتماد الكبير على المنح الأجنبية والمساعدة التقنية. جزر القمر حيث يقدر الناتج المحلي الإجمالي والناتج القومي للفرد حوالي 700 دولار وهي من بين أفقر وأقل الدول نمواً في العالم. وعلى الرغم من أن نوعية الأراضي تختلف من جزيرة إلى أخرى فإن معظم الحمم واسعة النطاق- وتشكيلات التربة غير ملائمة للزراعة. ونتيجة لذلك فإن معظم سكان جزر القمر يعيشون على زراعة الكفاف والزراعة وصيد السمك. ومتوسط الأجور في عام 2007 حوالي 3-4 دولار يومياً.
يعتمد الاقتصاد على الزراعة وصيد الأسماك وتساهم بنسبة 40٪ في الناتج المحلي الإجمالي، وتوظف 80٪ من القوى العاملة، وتوفر معظم الصادرات. ولا تتمتع الدولة بالاكتفاء الذاتي في إنتاج الغذاء؛ يمثل الأرز، المحصول الرئيسي، الجزء الأكبر من الواردات.
تعمل الحكومة على رفع مستوى التعليم والتدريب الفني، وخصخصة المؤسسات التجارية والصناعية، وتحسين الخدمات الصحية، وتنويع الصادرات، وتعزيز السياحة، وخفض معدل النمو السكاني المرتفع. استمرار الدعم الخارجي ضروري لتحقيق هدف 4٪ نمو الناتج المحلي الإجمالي السنوي. وتشكل التحويلات، التي تبلغ 24 في المائة من الناتج المحلي الإجمالي، مصدرً مهمًا الاقتصاد القمري.

## الزراعة
توفر الزراعة، التي يشارك فيها أكثر من 80٪ من السكان و 40٪ من الناتج المحلي الإجمالي، جميع عائدات النقد الأجنبي تقريبًا. ومحاصيل الجزر النقدية الرئيسية النقدية هي: الفانيليا، والقرنفل،  وجوز الهند. جزر القمر هي المنتج الرئيسي لليلنغ في العالم، المستخدم في صناعة العطور. كما أنها ثاني أكبر منتج للفانيليا في العالم بعد مدغشقر. المحاصيل الغذائية الرئيسية هي جوز الهند، الموزوالكسافا. تشكل المواد الغذائية 32٪ من إجمالي الواردات.
أنتجت جزر القمر عام 2018:
- 106 ألف طن من جوز الهند .
- 66 ألف طن من الكسافا .
- 46 ألف طن من الموز .
- 31 ألف طن من الأرز .
- 10000 طن من القلقاس .
- 7.8 ألف طن من البطاطا الحلوة ؛
- 7 آلاف طن من الذرة ؛

بالإضافة إلى أقل أصغر من المنتجات الزراعية الأخرى.

### صيد السمك
منذ الفترة الأخيرة من الثمانينيات، أحرزت جزر القمر تقدمًا في تطوير مصايد الأسماك كمصدر لعائدات التصدير. وتشير التقديرات إلى أنه يمكن اصطياد ما يصل إلى 30 ألف طن من الأسماك سنويًا من مياه جزر القمر (التي تمتد 320 كيلومترًا بعيدًا عن الشاطئ). بلغ إجمالي الصيد في عام 1990 حوالي 5500 طن. كما قدّمت اليابان مساعدات لصيد الأسماك.

## السياحة
على الرغم من أن جزر القمر لديها الكثير من الموارد الطبيعية للسياحة، مثل الشواطئ والبيئة البحرية، إلا أنها لا تمتلك قطاع سياحة قوي مثل المنافسين الإقليميين لا ريونيون، موريشيوس،      وسيشل. يرجع ضعف السياحة فيها بشكل رئيسي إلى عدم الاستقرار السياسي.
معظم السياح في جزر القمر هم من الأمريكيين والأوروبيين، في حين أن معظم الاستثمار في الفنادق جاءت من جنوب إفريقيا.  وفي سبتمبر 2017، انضمت جزر القمر إلى منظمة السياحة العالمية.